# Mjesečinac
Mjesečinac (botrihijum; lat. Botrychium), biljni rod iz porodice Ophioglossaceae smješten u potporodicu Botrychioideae. 
Postoje 34 priznate vrste i jedan hibrid rasprostranjenih holarktikom
U Hrvatskoj rastu pravi mjesečinac (Botrychium lunaria) i perolisni mjesečinac (Botrychium matricariifolium)

## Vrste
1. Botrychium acuminatum Wagner
2. Botrychium alaskense W. H. Wagner & J. R. Grant
3. Botrychium angustisegmentum (Pease & A.H.Moore) Fernald
4. Botrychium ascendens Wagner
5. Botrychium boreale (Fr.) Milde
6. Botrychium campestre Wagner & Farrar
7. Botrychium crenulatum Wagner
8. Botrychium dusenii (Christ) Alston
9. Botrychium echo Wagner
10. Botrychium furculatum S. J. Popovich & Farrar
11. Botrychium gallicomontanum Farrar & Johnson-Groh
12. Botrychium hesperium (Maxon & Clausen) Wagner & Lellinger
13. Botrychium lanceolatum (S. G. Gmel.) Ångstr.
14. Botrychium lineare W. H. Wagner
15. Botrychium lunaria (L.) Sw.
16. Botrychium matricariifolium (Döll) A. Braun ex Koch
17. Botrychium michiganense W. H. Wagner ex A. V. Gilman, Farrar & Zika
18. Botrychium minganense Vict.
19. Botrychium montanum Wagner
20. Botrychium mormo Wagner
21. Botrychium neolunaria Stensvold & Farrar
22. Botrychium nordicum Stensvold & Farrar
23. Botrychium onondagense Underw.
24. Botrychium pallidum Wagner
25. Botrychium paradoxum Wagner
26. Botrychium pedunculosum Wagner
27. Botrychium pinnatum H. St. John
28. Botrychium pseudopinnatum Wagner
29. Botrychium pumicola Coville
30. Botrychium simplex E. Hitchc.
31. Botrychium socorrense W. H. Wagner
32. Botrychium spathulatum Wagner
33. Botrychium tenebrosum A. A. Eaton
34. Botrychium tolucaense W. H. Wagner & Mickel
35. Botrychium tunux Stensvold & Farrar
36. Botrychium yaaxudakeit Stensvold & Farrar
37. Botrychium ×watertonense W. H. Wagner